# Goudkantoor
Le Goudkantoor est un monument historique situé à Groningue. Il fut construit en 1635 sur les plans de l'architecte Johan Isbrants et abritait la Recette municipale et le bureau du contrôle de l'or.

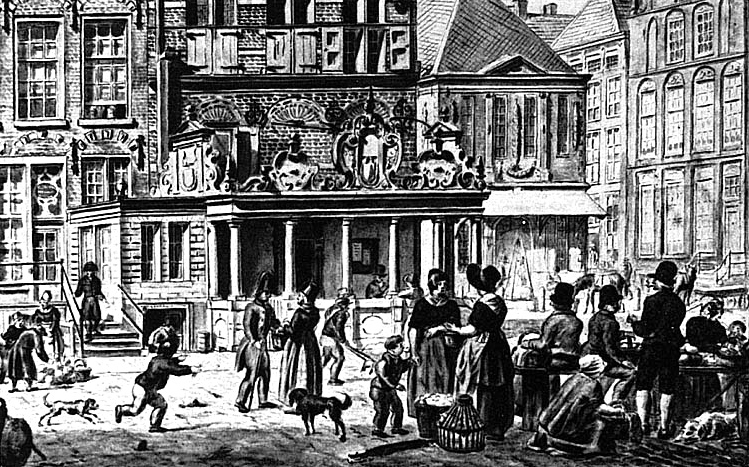
Le portique d'origine, détruit en 1844.

Un portique d'ordre toscan surmonté de décorations en cuir découpé était originellement disposé devant l'entrée mais a été détruit en 1844 lors d'une rénovation.